# Williams-Eisstrom
Der Williams-Eisstrom ist ein 25 km langer Eisstrom an der Bryan-Küste des westantarktischen Ellsworthlands. Er fließt östlich der Fletcher-Halbinsel zum Venable-Schelfeis. 
Das Advisory Committee on Antarctic Names benannte ihn 2003 nach Richard S. Williams Jr. vom United States Geological Survey, einem Spezialisten für die luft- und satellitenunterstützte Untersuchung geomorphologischer Prozesse bei globalen Gletscherschwankungen, speziell in Island und in Antarktika.